# 2300 Jackson Street (singolo)
2300 Jackson Street è una canzone del gruppo musicale statunitense The Jacksons estratta come secondo singolo dall'album eponimo pubblicato nel 1989.

## Informazioni
Il titolo della canzone (e dell'album omonimo) fa riferimento all'indirizzo in cui si trovava la casa in cui sono nati e hanno vissuto l'infanzia tutti i fratelli Jackson, in cui i loro genitori si erano trasferiti nel gennaio del 1950, ovvero al numero 2300 di Jackson Street a Gary nello stato dell'Indiana. La canzone fu scritta dai fratelli Jermaine, Jackie, Tito e Randy Jackson con l'aiuto di Gene Griffin e tratta dell'infanzia dei fratelli Jackson passata nella piccola casa di Gary e di come i loro genitori abbiano dovuto fare molti sacrifici per portarli al successo. Fu la prima e l'ultima canzone in cui cantarono insieme tutti i fratelli e le sorelle Jackson (con la sola esclusione di La Toya, all'epoca impegnata in una travagliata storia di abusi con l'allora suo manager e marito Jack Gordon) ovvero: Rebbie, Jackie, Tito, Jermaine, Marlon, Michael, Randy e Janet Jackson. Tutti i fratelli e le sorelle presenti cantano almeno un verso della canzone, oltre a comparire nei cori e negli ad libs finali. Il pezzo fu inoltre l'ultima canzone registrata da Michael Jackson assieme ai fratelli, dato che sia lui che suo fratello Marlon avevano abbandonato il gruppo nel 1984 dopo il Victory Tour ma tornarono nel gruppo, esclusivamente come featuring, per collaborare alla registrazione di questa canzone.

## Video
Il videoclip del brano venne girato nel corso del 1989 nella tenuta famigliare dei Jacksons a Hayvenhurst a Encino in California. Dato il tema "famigliare" della canzone, nel video appaiono diversi componenti della famiglia Jackson, tra i quali: Austin Brown, Autumn Joy Jackson, Brandi Jackson, Jaimy Jackson, Jackie Jackson, Janet Jackson, Jeremy Maldonaldo Jackson, Jermaine Jackson Jr., Joseph Jackson, Jourdynn Michael Jackson, Katherine Jackson, Michael Jackson, Randy Jackson, Rebbie Jackson, Sigmund Esco Jackson Jr., Stacee Brown, Tito Jackson, Taj Jackson, TJ Jackson, Taryll Jackson e Yashi Brown.

## Tracce

### 7"
1. 2300 Jackson Street (Short Version) – 4:12 (Jermaine Jackson, Jackie Jackson, Tito Jackson, Randall Jackson, Gene Griffin)
2. When I Look At You – 4:52 (Monty Seward)

## Classifiche
| Classifica 1989   | Posizione |
| ----------------- | --------- |
| Stati Uniti (R&B) | 9         |
| Regno Unito       | 76        |
| Paesi Bassi       | 39        |